# Hecho en Memphis
Hecho en Memphis es el sexto álbum de estudio de la banda de rock argentina Los Ratones Paranoicos, editado en 1993 por Epic Records.

## Detalles
El disco fue grabado en varios estudios de EE. UU.: Ardent Studios de Memphis, Sound Emporium de Nashville, y The Magic Shop de Nueva York, y contaron una vez más con Andrew Loog Oldham en la producción.
El exguitarrista de los Rolling Stones Mick Taylor participó como invitado en guitarra en dos canciones.

## Lista de canciones
*Todos los temas escritos por Juanse, excepto donde se indica
1. Vicio (3:30)
2. Cansado (4:08)
3. Grand Funk (Ratones Paranoicos) (5:14)
4. Tiffany's (5:19)
5. Shopping (0:35)
6. Reina (3:06)
7. Cielo Boogie (4:25)
8. Isabel (4:55)
9. Perro Loco (3:44)
10. La Guerra del Ácido (Andrew Loog Oldham-Juanse) (4:20)

## Músicos
- Juanse - voz, guitarra
- Sarcófago - guitarra
- Pablo Memi - bajo
- "Roy" Quiroga - batería

Invitados
- Mick Taylor - guitarra (tracks 3, 7)
- Andrew Loog Oldham - voz (track 10), percusión